# Гость (фильм, 1987)
«Гость» — советский фильм 1987 года режиссёра Александра Кайдановского, по мотивам рассказа Хорхе Луиса Борхеса «Евангелие от Марка».

## Сюжет
В поместье к молодому человеку приезжает друг. Хозяин, уезжая на несколько дней, оставляет гостя в доме, где также живут трое слуг — управляющий отец и его взрослые сын и дочь — тёмные крестьяне, неизвестной национальности, забывшие свой язык и веру, но очень суеверные. Изучающий Библию гость, читая её вслух, заметил, что все трое очень внимательно его слушают, а на следующий день они попросили повторить чтение «Евангелия от Марка»…

Эта картина из ряда общих перевернутых идей. По её сюжету какой-то человек читает в течение всего действия разным нерелигиозным людям Библию. И они, принимая его за Христа, распинают беднягу на кресте. Тут двойная идея. Во-первых, мне кажется, что за поиск веры, как и истины, смельчакам приходится всегда расплачиваться. И, в основном, своей жизнью. В этом — один смысл картины. Второй смысл — сила слова, разрушающая сила неправильно воспринятого слова. Оно играет большую роль в жизни, обладает такой силой воздействия на умы, что если его даже чуть-чуть неверно истолковать, то это может привести к страшным последствиям.— режиссёр фильма Александр Кайдановский, встреча со зрителями, июль 1987 года

## В ролях
- Леван Абашидзе — молодой человек
- Николай Исполатов — гость
- Леван Пилпани — слуга
- Светлана Панфилова — слуга
- Николай Кундухов — слуга

## Награды и номинации
- Приз экуменического жюри на Кинофестивале в Локарно (1988), там же — номинация на «Золотого Леопарда»;
- Главный приз, приз критиков и приз зрительских симпатий МКФ авторского кино (Испания, 1988).